# Carlos Augusto
Carlos Augusto, né le 7 janvier 1999 à Campinas au Brésil, est un footballeur international brésilien qui joue au poste d'arrière gauche à l'Inter Milan.

## Biographie

### SC Corinthians
Né à Campinas au Brésil, Carlos Augusto est formé au sein du SC Corinthians. Il joue son premier match avec l'équipe première le 8 juillet 2018, lors d'un match amical contre le Grêmio Porto Alegre remporté par son équipe (2-1). Il faif ses débuts en Serie A brésilienne le 5 août 2018, contre le club d'Athletico Paranaense. Il est titularisé lors de cette rencontre qui se solde par un match nul (0-0).

### AC Monza
Le 28 août 2020, Carlos Augusto rejoint l'Italie et l'AC Monza, tout juste promu en Serie B, pour ce qui constitue sa première expérience en Europe. Le 29 septembre 2020, il joue son premier match sous ses nouvelles couleurs, lors d'une rencontre de coupe d'Italie face à l'US Triestina. Il est titularisé et son équipe s'impose par trois buts à zéro.
Lors de la saison 2021-2022, Carlos Augusto participe à la montée du club en Serie A, l'AC Monza accédant pour la première fois de son histoire à l'élite du football italien après être sorti victorieux d'un match de barrage face au Pise SC,.
Augusto fait sa première apparition en Serie A le 13 août 2022, lors de la première journée de la saison 2022-2023 face au Torino FC. Il est titularisé et son équipe s'incline par deux buts à un ce jour-là.

### Inter Milan
Le 15 août 2023, Carlos Augusto rejoint l'Inter Milan sous la forme d'un prêt d'une saison avec obligation d'achat sous certaines conditions.

### En sélection
Carlos Augusto est sélectionné avec l'équipe du Brésil des moins de 20 ans pour participer au championnat sud-américain des moins de 20 ans en 2019. Il prend part à six matchs lors de ce tournoi.
Carlos Augusto a été appelé pour la première fois en équipe principale le 6 octobre 2023, à la place du coupé Renan Lodi, pour les matchs des éliminatoires sud-américains contre le Venezuela, le 12 octobre à l'Arena Pantanal, puis à Montevideo contre Uruguay, le 17.

## Palmarès
Avec l'Inter Milan, Carlos Augusto remporte la Supercoupe d'Italie en 2023 puis le championnat d'Italie en 2024.

## Statistiques détaillées
| Saison                | Club                  | Championnat           | Championnat | Championnat | Championnat | Coupe(s) nationale(s) | Coupe(s) nationale(s) | Coupe(s) nationale(s) | Supercoupe | Supercoupe | Supercoupe | Compétition(s) continentale(s) | Compétition(s) continentale(s) | Compétition(s) continentale(s) | Compétition(s) continentale(s) | Coupe du monde des clubs | Coupe du monde des clubs | Coupe du monde des clubs | Brésil | Brésil | Brésil | Total | Total | Total |
| Saison                | Club                  | Division              | M.          | B.          | P.d.        | M.                    | B.                    | P.d.                  | M.         | B.         | P.d.       | Comp.                          | M.                             | B.                             | P.d.                           | M.                       | B.                       | P.d.                     | M.     | B.     | P.d.   | M.    | B.    | P.d.  |
| 2018                  | Corinthians           | Brasileirão           | 7           | 0           | 0           | 9                     | 3                     | 1                     | -          | -          | -          | CL                             | 1                              | 0                              | 0                              | -                        | -                        | -                        | -      | -      | -      | 17    | 3     | 1     |
| 2019                  | Corinthians           | Brasileirão           | 17          | 1           | 0           | 2                     | 0                     | 0                     | -          | -          | -          | CS                             | 2                              | 0                              | 0                              | -                        | -                        | -                        | -      | -      | -      | 21    | 1     | 0     |
| 2020                  | Corinthians           | Brasileirão           | 8           | 0           | 0           | -                     | -                     | -                     | -          | -          | -          | -                              | -                              | -                              | -                              | -                        | -                        | -                        | -      | -      | -      | 8     | 0     | 0     |
| Sous-total            | Sous-total            | Sous-total            | 32          | 1           | 0           | 2                     | 0                     | 0                     | -          | -          | -          | -                              | 3                              | 0                              | 0                              | -                        | -                        | -                        | -      | -      | -      | 37    | 1     | 0     |
| 2020-2021             | AC Monza              | Serie B               | 32          | 3           | 3           | 1                     | 0                     | 0                     | -          | -          | -          | -                              | -                              | -                              | -                              | -                        | -                        | -                        | -      | -      | -      | 33    | 3     | 3     |
| 2021-2022             | AC Monza              | Serie B               | 36          | 2           | 1           | 1                     | 1                     | 0                     | -          | -          | -          | -                              | -                              | -                              | -                              | -                        | -                        | -                        | -      | -      | -      | 37    | 3     | 1     |
| 2022-2023             | AC Monza              | Serie A               | 36          | 6           | 5           | 2                     | 0                     | 0                     | -          | -          | -          | -                              | -                              | -                              | -                              | -                        | -                        | -                        | -      | -      | -      | 38    | 6     | 5     |
| Sous-total            | Sous-total            | Sous-total            | 103         | 11          | 9           | 4                     | 1                     | 0                     | -          | -          | -          | -                              | -                              | -                              | -                              | -                        | -                        | -                        | -      | -      | -      | 107   | 12    | 9     |
| 2023-2024             | Inter Milan (prêt)    | Serie A               | 36          | 0           | 3           | 1                     | 1                     | 0                     | 1          | 0          | 0          | C1                             | 7                              | 0                              | 0                              | -                        | -                        | -                        | 2      | 0      | 0      | 47    | 1     | 3     |
| 2024-2025             | Inter Milan           | Serie A               | 29          | 3           | 2           | 2                     | 0                     | 0                     | 2          | 0          | 0          | C1                             | 13                             | 0                              | 2                              | 3                        | 0                        | 1                        | 0      | 0      | 0      | 49    | 3     | 5     |
| Sous-total            | Sous-total            | Sous-total            | 65          | 3           | 5           | 3                     | 1                     | 0                     | 3          | 0          | 0          | -                              | 20                             | 0                              | 2                              | 4                        | 0                        | 1                        | 2      | 0      | 0      | 97    | 4     | 8     |
| Total sur la carrière | Total sur la carrière | Total sur la carrière | 201         | 15          | 14          | 9                     | 2                     | 0                     | 3          | 0          | 0          | -                              | 23                             | 0                              | 2                              | 4                        | 0                        | 1                        | 2      | 0      | 0      | 242   | 17    | 17    |